# Ерік Джонсон (музикант)
Девід Ерік Джонсон (англ. David Eric Johnson; 17 серпня 1954, Остін, Техас, США) — американський гітарист. Найбільш відомий як виконавець інструментальної рок-музики,але окрім цього грає на фортепіано та є вокалістом.
Його інструментальна композиція «Cliffs of Dover» принесла йому премію Grammy в номінації «Найкраще інструментальне рок-виконання» у 1991 році.

## Біографія
З дитинства навчався грати на фортепіано, в 11 років почав грати на гітарі. Вже в 15 років був учасником групи «Mariani», граючи психоделічний рок. В 1974 році приєднався до групи «Electromagnets», яка не могла привернути увагу компаній звукозапису і розпались в 1977 році.
Пізніше разом з ударником Біллом Медоксомс (Bill Maddox) та басистом Кайлом Броком (Kyle Brock) організували тріо. В конці 70-х записали свій перший альбом Seven Worlds, проте через різні непорозуміння офіційно його було випущено лише в 1998 році.
На початку 80-х Ерік працював в якості сесійного гітариста з такими музикантами як Крістофер Крос, Керол Кінг і Кет Стівенс.
В 1986 році Ерік випустив свій найшанобливіший слухачами дебютний альбом «Tones», дев'ять насичених палючими соло треків, які залучили до Джонсона увагу гітаристів всього світу.
Повністю реалізувати свій талант Еріку Джонсону вдалося в альбомі «Ah Via Musicom» (1990). Гітарист вразив чудовою мелодійністю композиції «Trademark» і просто зніс дах своїм співом на декількох треках, включаючи солодко-жалібний «Desert Rose».
Композиція «Rain» з альбому «Alien Love Child (Live & Beyond)», який вийшов в 2001 році був номінований в 2002 на Grammy як «Краще інструментальне поп-виконання».
У 2002 Ерік обмежив можливість скачування з Інтернету свого альбому «Souvenir», але пізніше вирішив запропонувати фанам чорнову копію альбому.
Журнал Guitar Player п'ять разів називав Еріка найкращим гітаристом. The Austin Chronicle's 2000 року називає його кращим гітаристом десятиліття. У квітні 2005 року на Austin Music Awards Джонсон отримує премії «Музикант року», «Кращий електрогітарист», і «Кращий акустичний гітарист».
Влітку 2005 року Джонсон випустив диск «Bloom», дуже високо оцінений критиками. Трохи пізніше вийшов його концертний альбом «Live From Austin TX», в черговий раз наочно продемонстрував непересічність таланту цього виконавця.

## Дискографія
- Seven Worlds (1978) (перевидання, 1998)
- Tones (1986)
- Ah Via Musicom (1990)
- Venus Isle (1996)
- Souvenir (2002)
- Bloom (альбом)|Bloom (2005)
- Live from Austin, TX (2005)
- Live From Austin TX '84 (2010)
- Up Close (2010)
- Eclectic (2014)
- EJ (2016)
- Collage (2017)

### Компіляції
- G3 Live in concert, спільно з Джо Сатріані та Стівом Ваєм